# Taenioides gracilis
Taenioides gracilis es una especie de pez de la familia de los Gobiidae en el orden de los Perciformes.

## Morfología
- Los machos pueden llegar a alcanzar los 30 cm de longitud total.
- Número de  vértebras: 29.[1][2]

## Alimentación
Come pequeños crustáceos y peces hueso.

## Hábitat
Es un pez de clima tropical y demersal.

## Distribución geográfica
Se encuentra en Madagascar y desde la India hasta las Filipinas. 

## Observaciones
Es inofensivo para los humanos. 